# Plötzmühle
Plötzmühle ist ein Gemeindeteil des Marktes Wonsees im Landkreis Kulmbach (Oberfranken, Bayern). Plötzmühle liegt in der Gemarkung Wonsees.

## Geografie
Die Einöde Plötzmühle liegt am unteren Lauf des Schwalbaches, der im nordöstlichsten Teil der Fränkischen Schweiz entspringt. Der Schwalbach ist der linke Oberlauf der Kainach und gehört zum Einzugsgebiet der Wiesent. Die Nachbarorte von Plötzmühle sind Sanspareil im Nordosten und Wonsees im Südwesten. Die Einöde ist von dem einen halben Kilometer entfernten Wonseeser Marktplatz aus über die Kreisstraße KU 8 erreichbar.

## Geschichte
Seit der Gemeindegründung ist Plötzmühle ein Gemeindeteil der Gemeinde Wonsees, die bis zur Gebietsreform zum Altlandkreis Kulmbach gehörte. Vor den infolge der Gebietsreform erfolgten Eingemeindungen hatte die Gemeinde Wonsees 1961 insgesamt 513 Einwohner, davon fünf in Plötzmühle.